# Energy and Buildings
Energy and Buildings ist eine zweiwöchentlich erscheinende begutachtete wissenschaftliche Fachzeitschrift, die von Elsevier herausgegeben wird. Chefredakteure sind Jianlei Niu und Mattheos Santamouris.
Die Zeitschrift publiziert Forschungsarbeiten zur Energienutzung und Energieversorgung in Gebäuden, insbesondere zur Energieeinsparung und Energieeffizienzsteigerung sowie zur Steigerung der häuslichen Umweltqualität. Der Fokus liegt hierbei auf Arbeiten, deren Erkenntnisse anhand von Messreihen in Labor und Praxis gewonnen wurden; es werden jedoch auch theoretische Arbeiten publiziert.
Der Impact Factor lag im Jahr 2020 bei 5,879, der fünfjährige Impact Factor bei 6,175. Damit lag das Journal auf Rang 9 von insgesamt 67 in der Kategorie „Konstruktions- und Gebäudetechnik“ gelisteten wissenschaftlichen Zeitschriften, auf Platz 9 von 67 Zeitschriften in der Kategorie „Energie und Treibstoffe“ und auf 36 von 114 Zeitschriften in der Kategorie „Bauingenieurwesen“.